# Талапкер (Карабалицький район)
Талапке́р (каз. Талапкер) — село у складі Карабалицького району Костанайської області Казахстану. Входить до складу Боскольського сільського округу.
Населення — 34 особи (2021; 128 у 2009, 259 у 1999, 273 у 1989).